# Петар Стојановић (фудбалер, 1995)
Петар Стојановић (Љубљана, 7. октобар 1995) словеначки је фудбалер српског порекла који тренутно наступа за Сампдорију. Игра на позицији десног бека.

## Успеси
Марибор
- Прва лига Словеније (4) : 2011/12, 2012/13, 2013/14, 2014/15.
- Куп Словеније (2) : 2011/12, 2012/13, (финале: 2013/14)[7]
- Суперкуп Словеније  (2) : 2012, 2014, (финале: 2015)[8]

 Динамо Загреб
- Прва лига Хрватске (5) : 2015/16, 2017/18, 2018/19, 2019/20, 2020/21.[9]
- Куп Хрватске (4) : 2015/16, 2016/17, 2017/18, 2020/21,[10] (финале: 2018/19)[11]
- Суперкуп Хрватске  (1) : 2019.[12]